# Martin Rosete
Martin Rosete est un réalisateur et producteur espagnol,. En 2016, Rosete publie son premier long-métrage, Money, un polar Américain avec les stars Jamie Bamber et Jesse Williams.

## Biographie
Rosete est né à Madrid en 1980. Il a étudié en communication audiovisuelle à l'Université Complutense de Madrid et a dirigé l'Escuela Internacional de Cine y Televisión de San Antonio de los Baños à Cuba.[citation nécessaire] En 2002 Rosete écrit, réalise et produit son premier court-métrage, Revolución, qui est basé sur une nouvelle de Slawomir Mrozek. Il a remporté plus de 50 prix internationaux et Martin a réussi à obtenir des contrats de distribution avec Canal+ Espagne, Canal+ International, TVE International et la FNAC. Rosete a continué en réalisant et produisant plusieurs autres courts métrages tout en produisant différentes publicités et des vidéos pour les entreprises. En 2011 Rosete réalise Voice Over, avec en vedette Jonathan D. Mellor. Il a été nommé pour le 2013 Goya Award et a reçu le prix du Meliès d'Or du Meilleur court-métrage européen fantastique.

## Filmographie

### Longs métrages
- 2016 : Money (en tant que producteur et réalisateur)
- 2020 : Remember Me

### Court-métrage

#### Producteur
- 2002 : Revolución
- 2009 : One Man Band
- 2009 : Basket Bronx
- 2010 : I Wish
- 2011 : Voice Over
- 2011 : Mexican Cuisine
- 2011 : El descenso
- 2013 : Don't Look There

#### Réalisateur
- 2002 : Revolución
- 2005 : Our Daily Bread
- 2008 : Paper or Plastic
- 2009 : One Man Band
- 2010 : I Wish
- 2011 : Voice Over
- 2013 : Walkie Buddies